# 莊履朋
莊履朋（1554年—1586年），字中益，號益廷，福建泉州府晉江縣人，鹽籍，明朝政治人物。

## 生平
萬曆四年（1576年）丙子科福建鄉試第五十六名，萬曆十一年（1583年）癸未科會試第一百八十九名，登二甲第六十四名進士。大理寺觀政，丁憂，十四年授户部四川司主事，因病去世。

## 家族
曾祖莊旺，封吏部員外郎；祖父莊一俊，曾任布政司左參議；父莊望槐，封翰林院編脩。母丘氏（贈孺人）；繼母褚氏（封孺人）。具庆下。兄庄履丰（翰林院编修）。弟履隆、履源、履萬、履丙。